# 新号健
新号 健（しんごう たけし、1995年4月10日 - ）は、日本の元プロバスケットボール選手。東京都出身。現役時代のポジションはポイントガード。

## 来歴
中学時代に全国中学校バスケットボール大会ベスト8。八王子高校では、2年生時の2012年インターハイでベスト4、3年生時は主将を務め、ウインターカップ2013でベスト8。
また、2013年東京国体では、少年男子東京都チームの主将を務め、東京都は優勝した。
日本大学バスケットボール部では、3年生(2016年)・4年生(2017年)の2年続けて、関東1部のアシスト数2位を記録した。

### プロ入り後
2018年1月、B.LEAGUE B2の仙台89ERSに加入した。2018年3月24日のFE名古屋戦で初出場し、このシーズンはB2で13試合に出場した。
2017-18シーズンは43試合に出場。翌2018-19シーズンは45試合に出場(うちスターター42試合)した。
2020年6月、B2の山形ワイヴァンズに移籍した。
2021年6月、B3リーグの東京八王子ビートレインズに移籍。
2022年5月、B3に新規参入する東京ユナイテッドバスケットボールクラブへ移籍した。2シーズン在籍した後、2024年7月10日に現役引退を発表した。

## 個人成績
| シーズン   | チーム | GP | GS | MPG   | FG%   | 3P%   | FT%   | RPG | APG | SPG | BPG | TO  | PPG |
| ---------- | ------ | -- | -- | ----- | ----- | ----- | ----- | --- | --- | --- | --- | --- | --- |
| B2 2017-18 | 仙台   | 13 | 0  | 04:53 | 28.6% | 50.0% | 66.7% | 0.5 | 1.1 | 0.2 | 0   | 0.1 | 1   |
| B2 2018-19 | 仙台   | 43 | 8  | 17:17 | 42.0% | 26.5% | 79.5% | 1.8 | 3.1 | 0.8 | 0   | 1   | 4.1 |
| B2 2019-20 | 仙台   | 45 | 42 | 23:18 | 41.6% | 27.6% | 70.8% | 2   | 4   | 0.9 | 0   | 1.4 | 5.4 |
| B2 2020-21 | 山形   | 56 | 0  | 15:07 | 41.7% | 35.7% | 81.1% | 1.2 | 2.3 | 0.6 | 0.1 | 0.8 | 3.9 |
| B3 2021-22 | 八王子 | 36 | 3  | 20:07 | 36.4% | 25.8% | 79.3% | 1.8 | 3   | 0.5 | 0   | 0.9 | 3.5 |
| B3 2022-23 | 東京U  | 46 | 36 | 24:43 | 47.7% | 36.4% | 83.3% | 1.8 | 2.9 | 0.5 | 0.1 | 1.5 | 7.8 |
| B3 2023-24 | 東京U  | 37 | 16 | 19:24 | 43.8% | 32.3% | 82.2% | 1.4 | 2.4 | 0.7 | 0   | 1.4 | 5.8 |